# 20e-eeuwse architectuur van Frank Lloyd Wright
De 20e-eeuwse architectuur van Frank Lloyd Wright is een UNESCO werelderfgoedsite bestaande uit een selectie van acht gebouwen in de Verenigde Staten die zijn ontworpen door de Amerikaanse architect Frank Lloyd Wright. Deze sites tonen zijn filosofie van organische architectuur, waarbij hij structuren ontwerpt die in harmonie zijn met de mensheid en haar omgeving. Wright's werk had een internationale invloed op de ontwikkeling van de architectuur in de 20e eeuw.

## Nominatieproces
Door volgehouden inspanningen van de Frank Lloyd Wright Conservancy, een non-profitorganisatie, werd een collectie met tien van Wright's gebouwen voorgedragen voor erkenning als werelderfgoed en oorspronkelijk in 2008 op de World Heritage Tentative List geplaatst. In 2011 groeide de collectie uit tot 11 locaties, maar de S.C. Johnson & Son Inc. Administration Building and Research Tower in Racine, Wisconsin werd uiteindelijk verwijderd. Een eerste poging in 2015 de tentatieve inschrijving formeel voor te dragen werd tijdens de 40e sessie van de UNESCO Commissie voor het Werelderfgoed in juli 2016 in beraad gehouden en doorverwezen voor herziening. De Frank Lloyd Wright World Heritage Council, geleid door de eerder vermelde Conservancy, werkte nauw samen met de National Park Service en UNESCO om het oorspronkelijke voorstel te heroverwegen en de nodige wijzigingen aan te brengen. In december 2018 werd een herzien voorstel ingediend met acht gebouwen. Met name de Price Tower in Bartlesville, Oklahoma, en het Marin County Civic Center in San Rafael, Californië werden van het eerdere voorstel verwijderd. In juni 2019 gaf de International Council on Monuments and Sites een positief advies over dit aangepast voorstel. De site werd tijdens de 43e sessie van de Commissie voor het Werelderfgoed in juli 2019 in Bakoe toegevoegd aan de werelderfgoedlijst.

## Beschrijving erfgoedsite
Frank Lloyd Wright (1867-1959) groeide op in het landelijke Wisconsin en studeerde burgerlijke bouwkunde aan de University of Wisconsin–Madison. Daarna ging hij in de leer bij bekende architecten van de Chicago School, met name Louis Sullivan. Wright opende zijn eigen succesvolle praktijk in Chicago in 1893 en ontwierp een door zijn stijl invloedrijk huis en atelier in Oak Park, Illinois. In de 20e eeuw werd hij een van de meest gerenommeerde architecten ter wereld.
De acht representatieve Wright-gebouwen die voor het werelderfgoed werden geselecteerd, werden in de eerste helft van de 20e eeuw ontworpen. Het eerste gebouw, met inbegrip van Unity Temple (001), werd in 1908 voltooid, en het laatste, het Guggenheimmuseum (008), hoewel het ontwerp in de jaren 40 van de twintigste eeuw werd voltooid in 1959, het jaar waarin Wright overleed.
| Afbeelding | ID          | Naam                               | Locatie                     | Beschrijving | Coördinaten                     | Oppervlakte site [Bufferzone] |
| ---------- | ----------- | ---------------------------------- | --------------------------- | --- | ------------------------------- | ----------------------------- |
|            | 1496rev-001 | Unity Temple                       | Oak Park, Illinois          | Dit vernieuwende kerkgebouw, dat in 1908 werd voltooid, maakte op nieuwe manieren gebruik van gewapend beton en creëerde een met licht gevulde ruimte met de "kleuren van de natuur". Het gebruik van dit ene materiaal, heeft ervoor gezorgd dat het als het eerste "moderne gebouw" ter wereld wordt beschouwd. | 41° 53′ 18″ NB, 87° 47′ 48″ WL  | 0,167 ha (10,067 ha)          |
|            | 1496rev-002 | Frederick C. Robie House           | Chicago, Illinois           | Deze eengezinswoning uit 1910 wordt beschouwd als een meesterwerk van de Prairie School van de architectuur. De "brede, vegende horizontale lijnen, de lage, uitkragende daken met overhangende dakranden en de open plattegrond van het interieur, ... belichamen Wright's streven om structuren in harmonie met de natuur te ontwerpen". Een belangrijke bijdrage aan het concept om de natuur binnenshuis te brengen zijn de 175 glas-in-loodramen en -deuren, die het ontwerp "abstractie van organische vormen" kenmerken.                                                                                      | 41° 47′ 23″ NB, 87° 35′ 45″ WL  | 0,130 ha (1,315 ha)           |
|            | 1496rev-003 | Taliesin                           | Spring Green, Wisconsin     | Begonnen in 1911 en nooit echt afgewerkt, Taliesin (Welsh voor 'stralende voorhoofd') werd Wright's huis, atelier en architectuurschool. Hij bouwde het grote landgoed op een glooiing van een heuvelrug, om "van de heuvel" te zijn, niet op de heuvel". Het is misschien wel zijn meest uitgebreide en diepstgravende verkenning van de organische theorie van de architectuur en de Prairie School. | 43° 8' 30" NB, 90° 4' 15" WL    | 4,931 ha (200,899 ha)         |
|            | 1496rev-004 | Hollyhock House                    | Los Angeles, Californië     | Hollyhock House (gebouwd van 1918 tot 1921) was Wright's eerste opdracht in Los Angeles en bedoeld om deel uit te maken van een kunstkolonie en live theatercomplex in East Hollywood, gebouwd in de tijd dat de Zuid-Californische filmindustrie van start ging. Het werk van Wright en zijn jonge leerlingen werd een springplank naar wat bekend werd als het Californische Modernisme. De structuur "integreert naadloos het interieur met de buitentuinen en leefruimtes". | 34° 05′ 60″ NB, 118° 17′ 41″ WL | 4,608 ha (13,986 ha)          |
|            | 1496rev-005 | Fallingwater                       | Mill Run, Pennsylvania      | Gebouwd als zomerhuis in 1935, belichaamt Fallingwater Wright's ideeën over organische architectuur. Geplaatst als "zwevend" boven beek en waterval versmelten de vrijdragende terrassen van rots en de geometrische gewapende betonnen ruimtes met de natuurlijke rotsformaties van de omgeving. Wright wilde dat het echtpaar dat de ontwerpopdracht gaf, niet alleen naar de beek op hun zomerterrein zou kijken, maar "met de waterval te leven... als een integraal onderdeel van [hun] leven". Het American Institute of Architects benoemde Fallingwater, "the best all-time work of American architecture".  | 39° 54′ 22″ NB, 79° 28′ 5″ WL   | 11,212 ha (282,299 ha)        |
|            | 1496rev-006 | Herbert and Katherine Jacobs House | Madison, Wisconsin          | Gebouwd tijdens de Great Depression, zijn de ideeën voor het Jacobs House (1937) voortgekomen uit een stedenbouwkundig idee van Wright dat een gemeenschap van goed gebouwde eengezinswoningen tegen betaalbare prijzen zou opleveren. Wright noemde deze esthetisch Usonian, een woord dat in het begin van de jaren 1900 voor "Amerikaans" werd bedacht. Werken binnen een budget van minder dan 5000 dollar combineerde Wright zijn open ontwerpplan, functionele ruimtes en het gebruik van hout, baksteen, gestorven beton en grote ramen, om zo een kleine, landschappelijk aangelegde buurtpartij te creëren. | 43° 3′ 31″ NB, 89° 26′ 29″ WL   | 0,139 ha (1,286 ha)           |
|            | 1496rev-007 | Taliesin West                      | Scottsdale, Arizona (staat) | In 1937 begon Wright met de bouw van zijn winterhuis, studio en architectonisch gemeenschapscentrum in de uitlopers van de McDowell Mountains in Arizona. Het pand is ontworpen door Wright en zijn studenten, en gebouwd met behulp van hout, lokaal gewonnen steen en een gemengd zandbeton. Taliesin West werd geplaatst binnen het landschap met overlappende binnen- en openluchtruimten, een driehoekige tuin van inheemse installaties, en driehoekig zwembad. | 33° 36′ 23″ NB, 111° 50′ 46″ WL | 4,285 ha (198,087 ha)         |
|            | 1496rev-008 | Solomon R. Guggenheim Museum       | New York, New York          | Wright's werk voor de Guggenheim Foundation in de jaren veertig en vijftig van de twintigste eeuw heeft het moderne museumgebouw opnieuw opgevat als een plek die in dialoog treedt met de kunst binnenin het gebouw. Wright vond het ook belangrijk om het museum tegenover natuurgebieden in Central Park te plaatsen en heeft de kronkelige vormen van de natuur in de spiraalvormige structuur opgenomen. | 40° 46′ 59″ NB, 73° 57′ 32″ WL  | 0,251 ha (2,164 ha)           |

Mesa Verde National Park · Yellowstone National Park · Grand Canyon National Park · Everglades National Park · Independence Hall · Kluane, Wrangell-St. Elias, Glacier Bay en Tatshenshini-Alsek · Redwood National Park · Mammoth Cave National Park · Nationaal park Olympic · Cahokia · Great Smoky Mountains National Park · La Fortaleza en de nationale historische site van San Juan in Puerto Rico · Vrijheidsbeeld · Yosemite National Park · Monticello en Universiteit van Virginia in Charlottesville · Nationaal park Hawaii Volcanoes · Nationaal Historisch Park van de Chacocultuur · Taos Pueblo · Nationaal park Carlsbad Caverns · Waterton Glacier International Peace Park · Papahānaumokuākea · Monumentale grondwerken van Poverty Point · Missies van San Antonio · De 20e-eeuwse architectuur van Frank Lloyd Wright · Moravische kerknederzettingen (Bethlehem)